# 77 Pułk Artylerii Przeciwlotniczej
77 Pułk Artylerii Przeciwlotniczej (77 paplot) – oddział artylerii przeciwlotniczej ludowego Wojska Polskiego.

## Historia pułku
77 Pułk Artylerii Przeciwlotniczej został sformowany na podstawie rozkazu Nr 8 Naczelnego Dowództwa Wojska Polskiego z 20 sierpnia 1944 roku we wsi Wołyńce koło Siedlec.
Pułk został zorganizowany według radzieckiego etatu Nr 08/236 - pułku artylerii przeciwlotniczej małego kalibru i włączony w skład 4 Dywizji Artylerii Przeciwlotniczej. Dowódcą jednostki był oficer Armii Czerwonej, podpułkownik Gabriel Trofimow.
W dniu 5 listopada 1944 roku we wsi Przybory żołnierze pułku złożyli przysięgę.
Jednostka walczyła w rejonie Siedlec, Łodzi i Poznania. Szlak bojowy zakończyła 8 maja 1945 roku w Poznaniu. W czerwcu 1945 roku pułk został dyslokowany do Gniezna i tam w październiku tego roku rozformowany.

## Obsada personalna dowództwa pułku
- dowódca pułku – ppłk ACz Gabriel Trofimow
- zastępca dowódcy do spraw polityczno-wychowawczych
  - ppor. Mieczysław Wieruszewski
  - por. Jacek Garbis (od 5 kwietnia 1945)
- szef sztabu
  - kpt. Jan Wejsztort (od 11 października 1944)
  - kpt. ACz Mikołaj Sozykin (od 17 grudnia 1944)
  - kpt. ACz Fiedotow (od 31 marca 1945)
  - kpt. ACz Parfienow (od 17 kwietnia 1945)

## Struktura według etatu Nr 08/236
Dowództwo i sztab

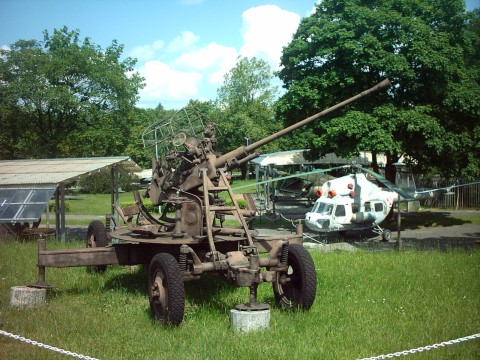
37 mm armata przeciwlotnicza wz. 1939

- 4 x bateria artylerii przeciwlotniczej
- kompania wielkokalibrowych karabinów maszynowych
- pluton sztabowy
- pluton amunicyjny
- kwatermistrzostwo

Stan etatowy liczył 520 żołnierzy.
sprzęt:
- 37 mm armaty przeciwlotnicze - 24
- 12,7 mm przeciwlotnicze karabiny maszynowe - 16
- samochody - 69